# Lingarak
Le lingarak est une langue océanienne parlée au Vanuatu par 1 250 locuteurs à Malekula. Il est aussi appelé Bushman’s Bay et Nevwervwer. Ses dialectes sont le mindu et le wuli.